# Сванн Арло
Сванн Арло́ (фр. Swann Arlaud; нар. 30 листопада 1981, Фонтене-о-Роз, деп. О-де-Сен, Франція) — французький актор кіно і телебачення.

## Біографія
Сванн Арло народився 30 листопада 1981 року у Фонтене-о-Роз, департамент О-де-Сен у Франції. Його мати — Татьяна Віаль, кастинг-директорка, донька французького актора Макса Віаля (1934—2000); вітчим — відомий кінооператор Бруно Нюйттен.
Свою акторську кар'єру Сванн розпочав з участі у рекламних роликах і невеликих ролей у фільмах, серед яких «Бунт дітей», «Ведмідь на сцені» і «Сірі душі». Паралельно зі зйомками актор вивчав декоративне мистецтво у Страсбурзі.
Від початку 2000-х років Сванн Арло зіграв низку незначних ролей на телебаченні, зокрема у серіалах «Кримінальна поліція» (фр. P.J.,), «Так поступають справжні жінки», «Центральна ніч» і «Стажисти: Перші кроки в поліції». У 2010 році Сванн отримав головну роль у фільмі «Закохані невротики» Жана-П'єра Амері. У фільмі також взяли участь Бенуа Пульворд, Ізабель Карре та інший молодий актор — П'єр Ніне. У цьому ж році актор знявся у фільмах «Надзвичайні пригоди Адель» Люка Бессона, «Прекрасна заноза» Ребекки Злотовськи і «Чорні небеса» Жиля Маршана.
У 2012 році Сванн Арло знявся разом з Жераром Депардьє, Еммануель Сеньє та Марк-Андре Гронденон в екранізації роману Віктора Гюго «Людина, яка сміється», здійсненій Жана-П'єра Амері.
У 2015 році Арло зіграв одну з головних ролей у фільмі Елі Важемана «Анархісти» поряд з Тахаром Рахімом, Адель Екзаркопулос і Гійомом Гуї. За роботу у цій стрічці актора було номіновано на здобуття кінопремії «Сезар» 2016 року у номінації «Найперспективніший актор». У цьому ж році актор зіграв одну з ролей у фантастичному трилері режисера-дебютанта Климента Кожітора «Ні на небесах, ні на землі», де його партнерами по знімальному майданчику були Жеремі Реньє, Кевін Азіз та Фіннеган Олдфілд.
У 2017 році Сванн Арло зіграв головну роль у дебютному фільму Юбера Шаруеля «Дрібний фермер» за яку отримав «Сезара» як найкращий актор.

## Фільмографія
Загалом від початку акторської кар'єри фільмографія Сванна Арло нараховує понад 60 ролей у кіно-, телефільмах та серіалах.Сванн Арло на IMDb
Кіно
| Рік  |    | Українська назва                  | Оригінальна назва                               | Роль                           |
| ---- | -- | --------------------------------- | ----------------------------------------------- | ------------------------------ |
| 1987 | ф  | Гра з феєрверком                  | Jeux d'artifices                                |                                |
| 1992 | ф  | Бунт дітей                        | La révolte des enfants                          | Люсьєн                         |
| 1994 | кф | Ведмідь на сцені                  | Bête de scène                                   |                                |
| 2005 | ф  | Д'Артаньян і три мушкетери        | D'Artagnan et les trois mousquetaires           | мушкетер                       |
| 2005 | ф  | Сірі душі                         | Les âmes grises                                 | сліпий солдат                  |
| 2006 | ф  | Час пір'яних ручок                | Le temps des porte-plumes                       | Етьєн                          |
| 2006 | ф  | Аристократи                       | Les aristos                                     | Бо Госс                        |
| 2008 | ф  | Проста душа                       | Un coeur simple                                 | Пол Обен, молода людина        |
| 2009 | ф  | Екстаз                            | Extase                                          | Г'юго                          |
| 2009 | ф  | Нескорені                         | Réfractaire                                     | Аді                            |
| 2009 | ф  | Жінка-невидимка                   | La femme invisible (d'après une histoire vraie) | Стажер-дослідник               |
| 2009 | ф  | Повстала                          | L'insurgée                                      | Франсуа                        |
| 2009 | ф  | Останній політ                    | Le dernier vol                                  |                                |
| 2010 | ф  | Облава                            | La rafle                                        | Вайсман                        |
| 2010 | ф  | Неймовірні пригоди Адель Блан-Сек | Les aventures extraordinaires d'Adèle Blanc-Sec | Глашатай в Єлисейському палаці |
| 2010 | ф  | Прекрасна заноза                  | Belle épine                                     | Жан-П'єр                       |
| 2010 | ф  | Чорні небеса                      | L'autre Monde                                   | «Дракон»                       |
| 2010 | ф  | Закохані невротики                | Les émotifs anonymes                            | Антуан                         |
| 2011 | кф | Алексіс Іванович, ви мій герой    | Alexis Ivanovitch vous êtes mon héros           |                                |
| 2011 | ф  | Одкровення                        | Elles                                           | молодий клієнт                 |
| 2012 | ф  | Людина, яка сміється              | L'homme qui rit                                 | Сільван                        |
| 2012 | ф  | Кроль                             | Crawl                                           | Мартен                         |
| 2013 | ф  | Міхаель Кольхаас                  | Michael Kohlhaas                                | Барон                          |
| 2013 | кф | Усі люди звичайні істоти          | Nous sommes tous des êtres penchés              | Поль                           |
| 2013 | кф | Алібі                             | Alibi                                           | циган                          |
| 2013 | кф | Чат                               | Chat                                            |                                |
| 2014 | ф  | Успішного одужання!               | Bon rétablissement !                            | Каміль                         |
| 2014 | ф  | Пишний                            | Bouboule                                        | Патрік, на прізвисько «Пат»    |
| 2015 | ф  | Еліксир                           | Elixir                                          | Андре                          |
| 2015 | ф  | Анархісти                         | Les anarchistes                                 | Elisée Mayer                   |
| 2015 | ф  | Ні на небесах, ні на землі        | Ni le ciel ni la terre                          | Жеремі Лерновскі               |
| 2016 | ф  | Кінець                            | The End                                         | молодий чоловік                |
| 2016 | ф  | Життя                             | Une vie                                         | Жульєн де Ламар                |
| 2016 | ф  | Баден-Баден                       | Baden Baden                                     | Симон                          |
| 2016 | ф  |                                   | La prunelle de mes yeux                         |                                |
| 2017 | ф  | Дрібний фермер                    | Petit Paysan                                    | П'єр                           |
| 2019 | ф  | З божої волі                      | Grâce à Dieu                                    | Еммануель Томассен             |
| 2023 | ф  | Анатомія падіння                  | Anatomie d'une chute                            | Вінсент                        |

Телебачення
| Рік       |    | Українська назва                                      | Оригінальна назва                                            | Роль                              |
| --------- | -- | ----------------------------------------------------- | ------------------------------------------------------------ | --------------------------------- |
| 1997—2009 | с  | Кримінальна поліція                                   | P.J.                                                         | Люк                               |
| 2000—2009 | с  | Так поступають справжні жінки                         | Femmes de loi                                                | жером Кобер                       |
| 2001—2009 | с  | Центральна ніч                                        | Central nuit                                                 | Людо Фортен                       |
| 2002—2008 | с  |                                                       | Groupe flag                                                  | L'étudiant                        |
| 2005      | тф |                                                       | L'ordre du temple solaire                                    | Патрік Вірне                      |
| 2005      | с  | Спіраль                                               | Engrenages                                                   | Стеф                              |
| 2006—2010 | с  | Стажисти: Перші кроки в поліції                       | Les bleus: premiers pas dans la police                       | Вінсент Мора                      |
| 2007—2008 | с  | Париж. Закон і порядок                                | Paris enquêtes criminelles                                   | Ремі Ройєр                        |
| 2007—2009 | с  | Репортери                                             | Reporters                                                    | редактор Томас                    |
| 2007—2010 | с  | По вістрю ножа                                        | Sur le fil                                                   | Фабріс Андреані                   |
| 2008      | с  | Ніколя ле Флок                                        | Nicolas Le Floch                                             | Жан Гален                         |
| 2009—2010 | с  | Століття Мопассана. Повести і оповідання XIX століття | Au siècle de Maupassant: Contes et nouvelles du XIXème si... | Молодий покупець фруктів і овочів |
| 2011      | с  | Ксанаду                                               | Xanadu                                                       | Лапо Вадален                      |
| 2012      | тф | Радість життя                                         | La joie de vivre                                             | Лазар                             |
| 2013      | тф | Убивства в Сен-Мало                                   | Meurtres à Saint-Malo                                        | Лоїк                              |
| 2015      | с  | Париж                                                 | Paris                                                        | Симон                             |

## Визнання
| Рік                       | Категорія/Нагорода       | Фільм          | Результат | Результат |
| ------------------------- | ------------------------ | -------------- | --------- | --------- |
| Премія «Сезар»            |                          |                |           |           |
| 2016                      | Найперспективніший актор | Анархісти      | Номінація | [ 4 ]     |
| 2018                      | Найкращий актор          | Дрібний фермер | Перемога  | [ 5 ]     |
| Премія «Люм'єр»           |                          |                |           |           |
| 2018                      | Найкращий актор          | Дрібний фермер | Номінація | [ 8 ]     |
| Премія Кришталевий глобус |                          |                |           |           |
| 2018                      | Найкращий актор          | Дрібний фермер | Номінація | [ 9 ]     |